# سختگیری به خود
سختگیری به خود (انگلیسی: Hard on Yourself) تک آهنگ خواننده آمریکایی چارلی پوث و موسیقی دان آمریکایی بلک‌بر که ۱۴ اوت ۲۰۲۰ منتشر شد. شعر آهنگ توسط چارلی پوث و جیکوب کشر هندلین و بلک‌بر نوشته شده.